# Agudo
Agudo é um município brasileiro localizado no estado do Rio Grande do Sul.
O nome "Agudo" é devido ao morro localizado na região, denominado Morro Agudo, por ter uma característica acentuada. O morro é considerado uma atração local e encontra-se de frente à avenida principal da cidade (Avenida Concórdia).

## História

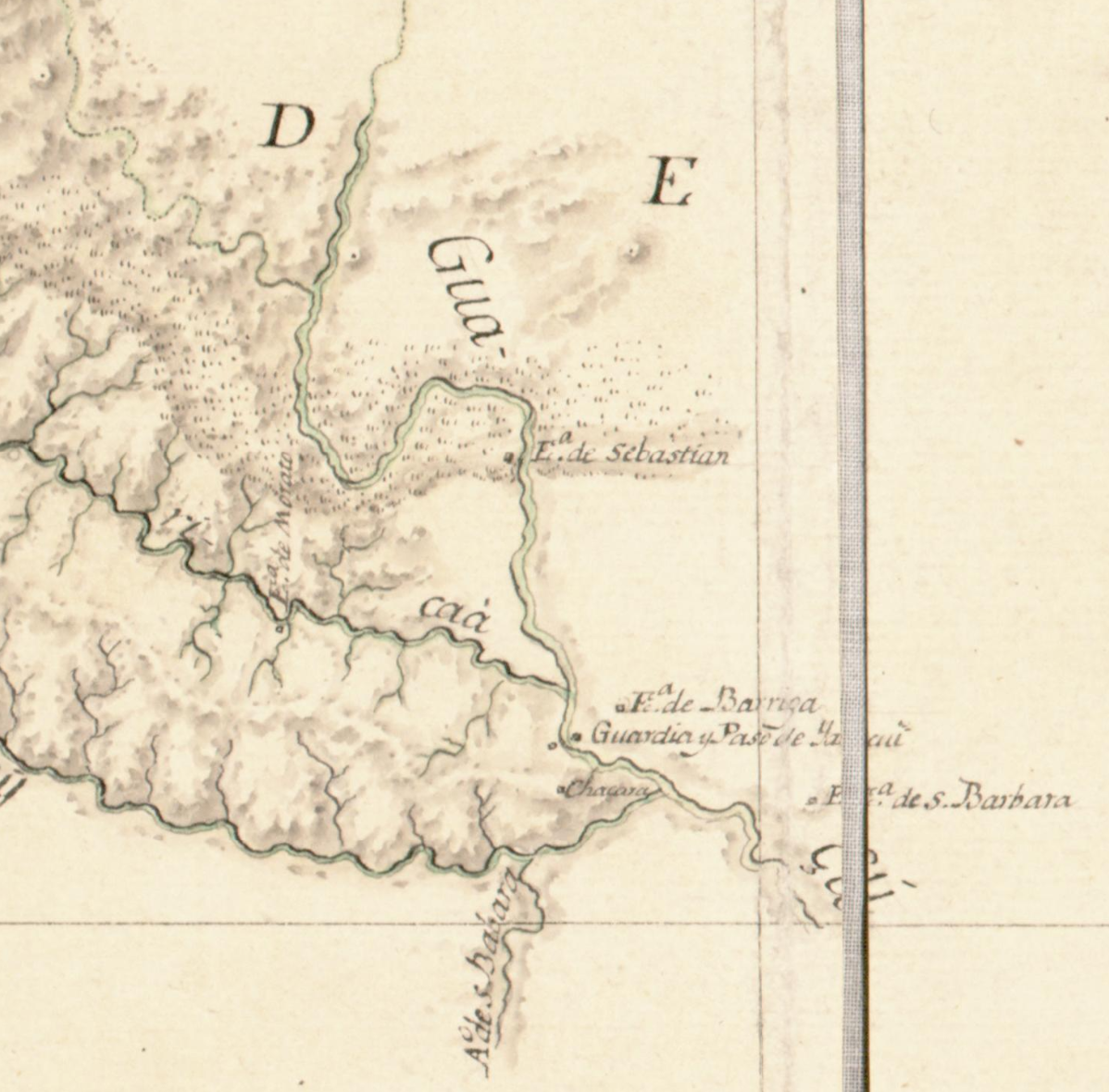
Detalhe de mapa de 1789 mostrando a topografia da região do atual município de Agudo serpenteada pelo rio Jacuí.

No território que compreende o atual município foram encontrados vestígios arqueológicos das tradições humaitá, vieira e tupi-guarani. Esses índios foram aldeados nos séculos XVII e XVIII nas missões jesuíticas espanholas.
A região aparece pela primeira vez em um mapa de 1800 organizado pela Província, onde consta um morro nominado "Agudo". 
Nessa região, território do antigo município de Cachoeira do Sul, foi criada pelo Governo Provincial a Colônia Santo Ângelo, cujo nome foi colocado em homenagem ao Presidente da Província, Ângelo Moniz da Silva Ferraz, responsável pela criação da colônia. Os primeiros imigrantes alemães, luteranos provenientes da Pomerânia, só chegam na região em 1 de novembro de 1857, desembarcando no Cerro Chato, margem esquerda do Rio Jacuí e os provenientes da Boêmia apenas chegaram em 1876. Antes da chegada dos imigrantes alemães, as terras próximas de onde se instalara a colônia eram habitadas por alguns posseiros de origem luso-brasileira.
O primeiro diretor da Colônia foi Florian Von Zurowski, que logo foi substituído pelo Barão Von Kahlden, que foi a primeira personalidade importante da história da Colônia Santo Ângelo, onde atuou como administrador público.
Em 1865, a Colônia Santo Ângelo fazia parte do 1º Distrito de Cachoeira do Sul, que se estendia da margem esquerda do Rio Jacuí até a margem direita do Rio Botucaraí, divisa com a Colônia Germânia (atualmente o município de Candelária). A 4 de setembro de 1885, a Câmara Municipal de Cachoeira do Sul dividiu a Colônia Santo Ângelo em seis grandes complexos de acordo com a Lei Municipal nº 1.433 de janeiro de 1884, para a arrecadação de Imposto Colonial. No mesmo ano, pela Lei nº 1529, de 04 de Dezembro, a ex-Colônia de Santo Ângelo foi elevada à categoria de Freguesia de São Bonifácio.
Em 18 de Abril de 1891, por Ato nº 311, a Câmara Municipal criou os 5º, 6º e 7º Distritos de Paz, sendo Agudo o 6º Distrito. Essa divisão distrital fragmentou a antiga colônia e a impossibilitou de tornar-se um grande município.
Já no século XX, o então 6º Distrito de Cachoeira do Sul é elevado a categoria de vila com a denominação de Vila Agudo, a partir de 1938.
O movimento de emancipação de Agudo foi iniciado a partir de 1957, objetivo alcançado dois anos depois quando a Lei nº 3.718 de 16 de fevereiro de 1959 criou o município, com uma área de 553 km².

## Geografia
A cidade encontra-se ao centro do estado, a uma altitude de 150 metros, com uma população estimada em 2019 de 19.102 habitantes, tendo uma densidade demográfica de 33,45 hab/km² e área de 533,1 km², o que representa 0,1994% do estado. Os seus habitantes estão dividos em cerca de 9.002 na zona urbana, e cerca de 10.100 na zona rural.

### Relevo
Na região pertencente ao município de Agudo, podemos destacar três principais: a várzea, áreas onduladas e de alta declividade.
A várzea costeia o rio Jacuí, o que faz com que a área seja própria para a cultura irrigada do arroz, principal produto agudense. É na várzea onde a sede do município foi instalada, cercada por uma cadeia de morros, a área de alta declividade, que caracterizam a região da Depressão Central do Rio Grande do Sul. É nessas áreas altas onde a vegetação nativa mais se mantém e que o fumo ou tabaco, segunda maior cultura de Agudo, predomina. Também o vemos plantado juntamente com o feijão, milho, mandioca e batata-doce nas áreas onduladas, relevo que apresenta ora saliências, ora depressões.

### Hidrografia
Os imigrantes alemães que deram origem a Agudo vieram por meio do rio Jacuí, também de extrema importância na irrigação do arroz, no abastecimento de água e para a pesca. Em Agudo, o rio recebe inúmeros afluentes: Lajeado do Gringo (limite natural entre Agudo e Ibarama), Arroio do Lino Friederich, Arroio da Kroemer, Arroio Corupá, Arroio Hentschke, Arroio Grande, Sanga da Boa Vista (limite natural entre Agudo e Paraíso do Sul), além de vários outros. O Jacuí também delimita as divisas de Agudo entre outras cidades como Nova Palma, Dona Francisca, Restinga Seca.
Também destaca-se o Arroio Corupá, que recebe vários afluentes, sendo os principais: Lajeado da Grota, Arroio Hotto Kegler, Arroio Teutônia, Arroio São Pedro e Arroio Araçá (limite natural entre Agudo e Lagoa Bonita do Sul). Esse arroio e seus afluentes percorrem uma região de relevo acidentado, formando muitas corredeiras e cascatas, sendo a mais conhecida a Cascata Raddatz.
O Arroio Grande nasce na localidade de Linha Nova. Recebe vários afluentes, destacando-se: Arroio Wendt, Arroio Raddatz, Sanga Funda, Arroio do Engenho e Arroio Rincão Despraiado. Deságua no Jacuí e também abastece a sede do município.
Entre as lagoas existentes em Agudo, destacam-se a Lagoa de Cerro Chato e Lagoa do Novo São Paulo.
Não há transporte ferroviário e aéreo, somente o rodoviário. O rio Jacuí, apesar de ser o mais importante do estado, é pouquíssimo usado para a navegação, devido ao seu leito assoreado é preciso uma drenagem para tornar a navegação possível. No passo Saint Clair, em Nova Boêmia, é realizada a travessia do rio Jacuí com barca por cabo, ligando Nova Boêmia - Agudo e Linha Ávila - Dona Francisca.
| Evolução populacional de Agudo |                  |                 |                 |
| Ano                            | População urbana | População rural | População total |
| 1960                           | 1.126            | 11.510          | 12.636          |
| 1970                           | 1.665            | 12.536          | 14.201          |
| 1980                           | 2.432            | 13.226          | 15.658          |
| 1991                           | 4.206            | 12.407          | 16.713          |
| 2001                           | 5.655            | 11.800          | 17.455          |

## Economia
A agricultura é a principal força motriz da economia agudense, destacando a cultura do arroz, fumo e morango, além de outras como milho, feijão, amendoim, soja, mandioca, batata-doce e inglesa, frutas. Uma característica herdada pelos imigrantes e bem disseminada é a existência de horta e pomar de frutíferas em sua propriedade.
Na pecuária, cria-se o gado de forma extensiva, para uso da própria família criadora (carne, couro, banha, leite), e vende-se o excedente. Também destacamos a avicultura e a apicultura.

### Turismo
Para quem vem de fora, os maiores atrativos que Agudo oferece estão em ecoturismo e gastronomia. Como exemplos do primeiro caso: os balneários Drews, Hoffmann e Friedrich, as cascatas Raddatz e do Chuvisco, a Gruta do Índio, Morro Agudo, o Morro da Figueira (531 m de altitude), com a Rampa de asa delta e paraglider, travessia do Rio Jacuí, através de barca por cabo. Na gastronomia de destacam os Cafés Coloniais.

## Cultura
Apesar de ter como vizinhos alguns municípios pertencentes à Quarta Colônia de Imigração Italiana, Agudo é a cidade sede da Colônia Santo Ângelo, de imigração alemã. A cultura herdada pelos imigrantes é presente até hoje e pode ser observada em algumas manifestações de Agudo como feiras, festas e a tradição da língua alemã, que ainda é ensinada tanto domesticamente quanto nas escolas, preservada principalmente no meio rural. Com isso é possível facilmente ver pessoas falando no idioma.
Como cidade de colonização alemã, Agudo tenta preservar sua cultura germânica através de grupos de dança, ensino do idioma alemão — escolar e doméstico —, música, entre outras manifestações. O Instituto Cultural Brasileiro-Alemão, existente desde 1982, preserva a cultura através do Museu Histórico Pastor Rudolf Brauer e uma biblioteca alemã, além de proporcionar cursos e oficinas.
A principal festa é a feira anual Volksfest (alemão: "Festa do Povo"), que ocorre no mês de julho, em torno do dia 25, Dia do Colono. A feira compreende uma série de eventos que duram uma semana. Nela acontece, também a ExpoVolks - feira de gastronomia, negócios e entretenimento. Destaca-se uma grande quantidade de shows com bandas locais e danças folclórica, café colonial com comida típica da região e o comércio voltado tanto para o povo urbano quanto rural. É feriado municipal o dia 25 de julho, "Dia do Colono e do Motorista".
Agudo possui o Grupo de danças folclórico Freundschaft que representa o município, divulgando a sua cultura.
Outros eventos significativos são a "Feira da Cuca e do Moranguinho", "Choculin - Festa do Choppe, da Cuca e da Linguiça" e a "Kerbfest".
Café colonial pode ser apreciado em diversas localidades, apresentando a variedade da culinária alemã.

## Prefeitos
| Prefeitos de Agudo           |             |
| Prefeito                     | Período     |
| Aldo Luiz Germano Berger     | 1959 a 1963 |
| Hildor Max Losekann          | 1964 a 1968 |
| Pedro Álvaro Müller          | 1969 a 1972 |
| Ari Alves da Anunciação      | 1973 a 1976 |
| Pedro Osório Oliveira Schorn | 1977 a 1982 |
| Ari Alves da Anunciação      | 1983 a 1988 |
| Pedro Álvaro Müller          | 1989 a 1992 |
| Ari Alves da Anunciação      | 1993 a 1994 |
| Ari Carlinhos Jaeger         | 1994 a 1996 |
| Lauro Reetz                  | 1997 a 2004 |
| Ari Alves Anunciação         | 2005 a 2012 |
| Valério Vili Trebien         | 2013 a 2020 |
| Luís Henrique Kittel         | 2021 a 2024 |